# Етцен
Етцен (нім. Oetzen) — громада в Німеччині, розташована в землі Нижня Саксонія. Входить до складу району Ільцен. Складова частина об'єднання громад Роше.
Площа — 30,7 км2. Населення становить 1142 ос. (станом на 31 грудня 2021).